# جیمز هپبورن، ارل چهارم بوفول
جیمز هپبورن اولین دوک اورکنی و چهارمین ارل بوفول، یک نجیب‌زاده برجسته اسکاتلندی بود. او بخاطر دست داشتن در آدم‌ربایی و ازدواجش با ماری، ملکه اسکاتلند سومین و آخرین همسر خود شناخته شده‌است. او متهم به قتل همسر دوم ماری هنری استوارت، لرد دارنلی بود، اتهامی که او از ان تبرئه شد. ازدواج او با ماری بحث‌برانگیز بود و باعث اختلاف در کشور شد. هنگامی که او از از شورش روبه رشد به اسکاندیناوی فرار کرد، در نروژ دستگیر شد و بقیه عمر خود را در دانمارک زندانی بود.